# Юрдінген 05
Юрдінген 05 (нім. Der Krefelder Fußballclub Uerdingen 05) — німецький футбольний клуб заснований у районі Юрдінген міста Крефельд, що знаходиться в землі Північний Рейн-Вестфалія.
Грає у ПРВ-Лізі (нім. NRW-Liga, складається з найкращих 18 команд землі Північний Рейн-Вестфалія), яка є однією з десяти ліг Оберліги (п'ятого за значимістю футбольного дивізіону Німеччини).

## Попередні назви клубу
- 1905—1953 ФК «Юрдінген 05» (нім. FC Uerdingen 05)
- 1953—1995 ФК «Баєр 05 Юрдінген» (нім. FC Bayer 05 Uerdingen)

## Досягнення
- Володар Кубка Німеччини: 1985